# Tournefortia andina
Tournefortia andina là loài thực vật có hoa trong họ Mồ hôi. Loài này được Britton miêu tả khoa học đầu tiên năm 1899.